# روبن هيرد
روبن هيرد (بالإنجليزية: Robin Herd)‏ هو مهندس بريطاني، ولد في 23 مارس 1939 في نيوتون لي ويلووز ‏ في المملكة المتحدة.